# Rue Buot
La rue Buot est une voie du 13e arrondissement de Paris située dans le quartier de la Maison-Blanche.

## Situation et accès
Cette rue débute rue de l'Espérance, à proximité de la place de la Commune-de-Paris, pour rejoindre en contrebas la rue Martin-Bernard. Dans la majeure partie de son tracé, elle est bordée, à l'instar de nombreuses voies de la Butte-aux-Cailles, de maisons de ville.

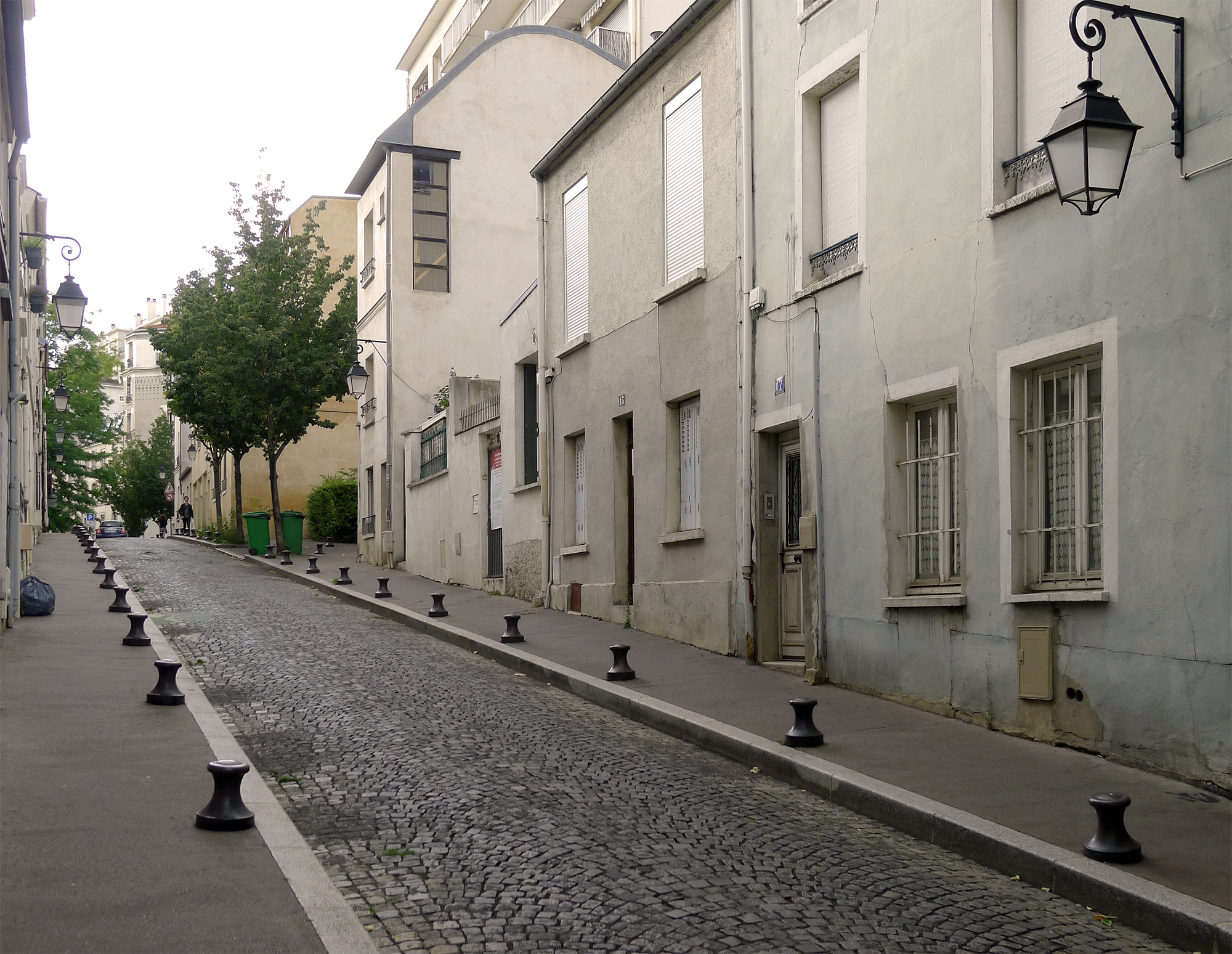
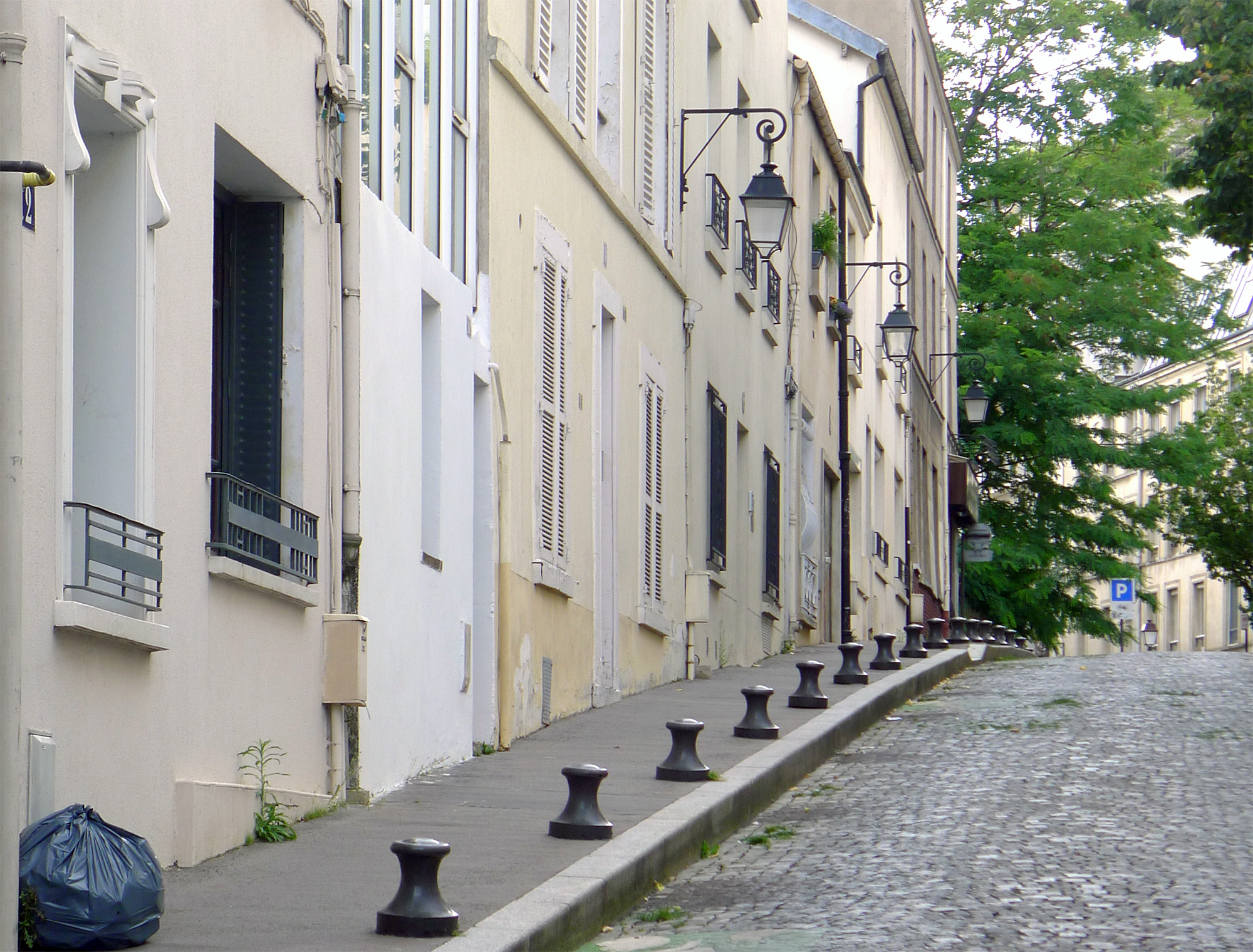

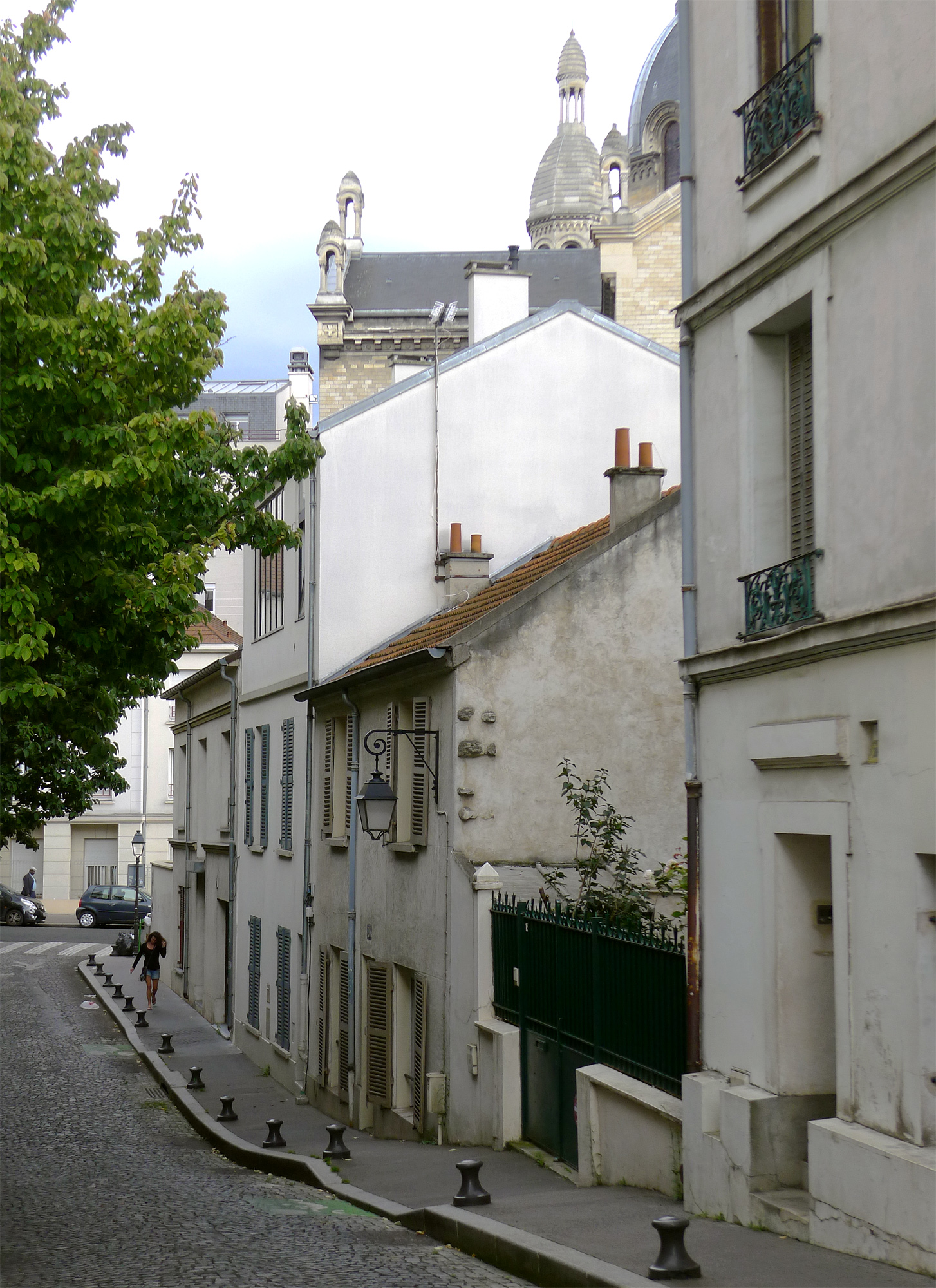
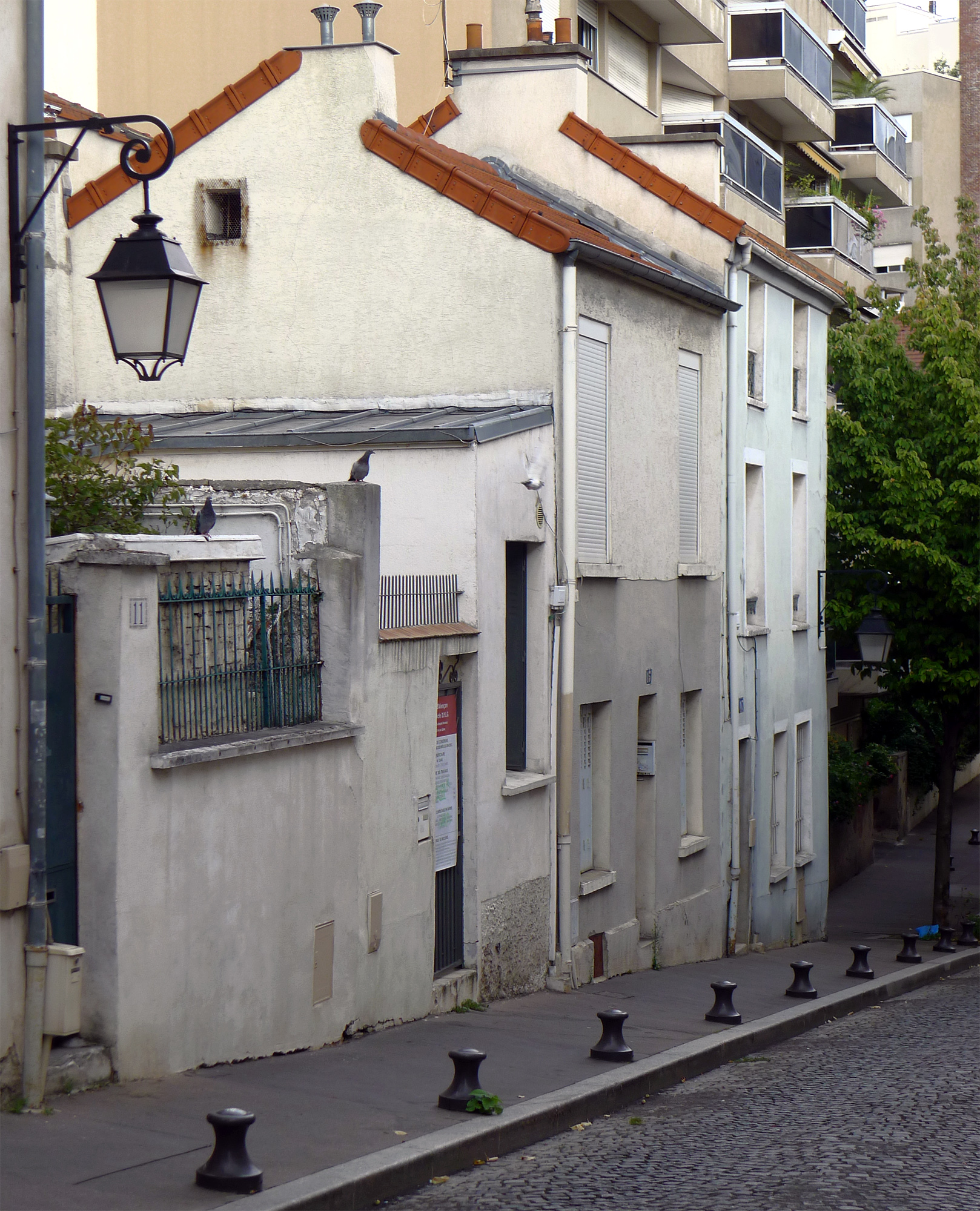

La rue Buot est desservie à proximité par les lignes 6 à la station Corvisart et 7 à la station Tolbiac.

## Origine du nom
Cette rue porte le nom d'un propriétaire de terrains sur la Butte-aux-Cailles.

## Historique
Cette rue, créée par M. Buot vers 1845, est classée dans la voirie parisienne par arrêté du 12 décembre 1935.

## Bâtiments remarquables et lieux de mémoire

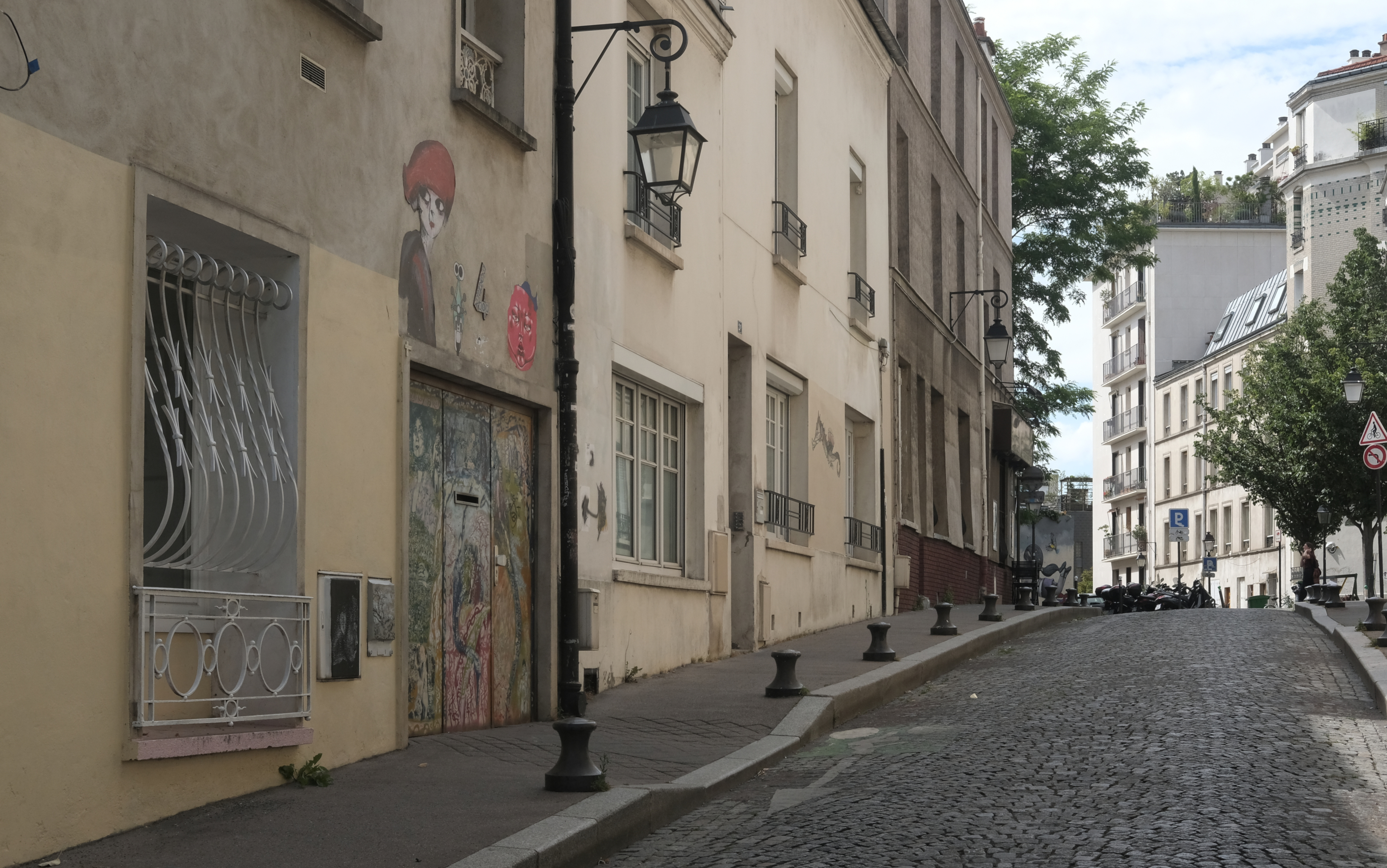

- Nombreux exemples de l'art urbain.